# Линдквист, Ханна
Ханна Лундквист (швед. Hanna Lindqvist; 18 января 1992, Авеста, Швеция) — шведская хоккеистка, игравшая на позиции нападающего. Большую часть карьеры провела в клубе Шведской женской хоккейной лиги (SDHL) «Лександ». Перед сезоном 2012/13 перешла в «Брюнес», но вернулась в «Лександ» после 8-ми сыгранных матчей. Игрок юниорской и основную сборной Швеции. За национальную команду сыграла 18 матчей. В высшем дивизионе чемпионата Швеции провела свыше 300 игр. В 2019 году завершила хоккейную карьеру для перехода в другой вид спорта — футбол.

## Биография
Ханна Лундквист родилась в городе Авеста. Она начала заниматься хоккеем в команде «Скогсбо», располагающейся на окраине города. До 16-ти лет Ханна играла с мальчиками, прежде чем начать соревноваться против девушек. В 2008 году она переехала в Лександ, где записалась в местную хоккейную школу и начала играть за клуб женской хоккейной лиги Швеции (Рикссериен) «Лександ». С сезона 2008/09 Ханна закрепилась в составе основной команды. В свой дебютный чемпионат она набрала 4 (2+4) результативных балла в 28-ми матчах. В следующем сезоне Ханна улучшила свою результативность и была приглашена в юниорскую сборную Швеции, с которой приняла участие в двух матчах. Сезон 2010/11 укрепил Лунквист в статусе одного из основных бомбардиров «Лександа», и перед следующим сезоном она была назначена альтернативным капитаном команды.
Сезон 2011/12 сложился для «Лександа» неудачно: по окончании сезона клуб боролся за сохранение места в Рикссериен. Один из лидеров команды, Лина Вестер, решила перейти в «Брюнес», ей удалось убедить Ханну также подписать контракт с её новым клубом. В «Брюнес» Лундквист сыграла только в 8-ми играх, после чего вернулась в «Лександ». В сезоне 2013/14 она впервые набрала 20 очков в регулярном чемпионате. В январе 2012 года Лундквист была приглашена в сборную Швеции для участия на турнире в Германии. В следующие два сезона она также получала вызовы в сборную, но не входила в заявку для игры на чемпионатах мира. Лундквист продолжала играть за «Лександ», показывая стабильно качественную игру. По словам хоккеистки, она планировала всю карьеру провести в Лександе. По окончании сезона 2018/19, набрав рекордное количество результативных баллов (24), Ханна Лундквист объявила об окончании хоккейной карьеры в возрасте 27-ми лет и переходе в другой вид спорта — футбол. Она призналась, что больше не может выкладываться на 100 % в хоккее и ей нужен новый вызов.

## Стиль игры
Специалисты отмечали высокую скорость катания Лундквист, а также её целеустремлённость при атаке на ворота соперниц.

## Статистика
| Легенда | Легенда                    | Легенда | Легенда                   | Легенда | Легенда    |
| ------- | -------------------------- | ------- | ------------------------- | ------- | ---------- |
| И       | Количество проведённых игр | Штр     | Штрафное время            | +/−     | Плюс-минус |
| Г       | Голы                       | П       | Голевые передачи          | О       | Очки       |
| -       | Статистика неизвестна      | —       | Статистика не учитывалась |         |            |

### Клубная
- a В «Плей-офф» учитывается статистика игрока в плей-аут.

По данным: Eurohockey.com и Eliteprospects.com